# Cerynea endotrichalis
Cerynea endotrichalis là một loài bướm đêm trong họ Erebidae.